# Heterodoassansia callitrichis
Heterodoassansia callitrichis är en svampart som först beskrevs av H.S. Jacks. & Linder, och fick sitt nu gällande namn av Vánky 1998. Heterodoassansia callitrichis ingår i släktet Heterodoassansia och familjen Doassansiaceae.   Inga underarter finns listade i Catalogue of Life.